# أولاد بنعثمان الجنوبية (بني بوحمدون الجنوبية)
أولاد بنعثمان الجنوبية هو دُوَّار يقع بجماعة رأس عصفور، إقليم جرادة، جهة الشرق في المملكة المغربية. ينتمي الدوّار لمشيخة بني بوحمدون الجنوبية التي تضم 5 دواوير. يقدر عدد سكانه بـ 46 نسمة حسب الإحصاء الرسمي للسكان والسكنى لسنة 2004.

## روابط خارجية
- البوابة الوطنية للجماعات الترابية
- المندوبية السامية للتخطيط